# Franz Rehbein
Franz August Ferdinand Rehbein (* 5. März 1867 in Neustettin; † 14. März 1909 in Berlin) war ein deutscher Arbeiterschriftsteller und Redakteur der sozialdemokratischen Zeitung Vorwärts. Rehbein verfasste die Autobiographie Das Leben eines Landarbeiters, die 1911 veröffentlicht wurde.

## Leben
Franz Rehbein – Sohn einer Wäscherin und eines selbständig arbeitenden Schneiders – wuchs in Hinterpommern auf. Der Vater starb an Tuberkulose, als Franz noch ein Kind war. Als Junge war er durch die Not der Familie gezwungen, im Dienst von Gutsherren auf dem Felde zu arbeiten. 1881 kam Rehbein als Sachsengänger (Saisonarbeiter) nach Schleswig-Holstein und verdingte sich für eine Zuckerfabrik. In Hamburg lief er seinem Vermittler weg und wurde Knecht auf einem ostholsteinischen Gut in der Grafenecke.
Rehbein leistete seinen dreijährigen Wehrdienst beim Schleswig-Holsteinischen Dragoner-Regiment Nr. 13 in der Festung Metz. Hier erlebte er 1888 das Dreikaiserjahr. In seiner Autobiographie beschreibt er den menschenunwürdigen Drill in der Armee. Anschließend arbeitete er als Knecht und Großknecht auf Bauernhöfen in Dithmarschen, heiratete und wurde Tagelöhner an der Dreschmaschine.
Die schwere Arbeit, die winterliche Arbeitslosigkeit, das kümmerliche Leben von der Hand in den Mund, und dann der Vergleich meines Tagelöhnerdaseins mit den meistens im Überfluss schwelgenden Hofbesitzern – das alles redete eine deutlichere Sprache zu mir, als wie es alle wissenschaftlichen Lehrbücher hätten tun können.
1895 erlitt Franz Rehbein an einer Dreschmaschine einen schweren Unfall, der eine Amputation des rechten Arms zur Folge hatte. Damit endete seine landwirtschaftliche Arbeit.
Er zog nach Kiel, wo er als Straßenhändler Kurzwaren verkaufte und zusammen mit seiner Ehefrau die sozialdemokratische Schleswig-Holsteinische Volkszeitung austrug. Er wurde zum Sozialdemokraten, ab 1899 Redakteur der Volkszeitung in Elmshorn. Er betätigte sich als Parteiagitator, hatte aber wegen seiner Ablehnung des Revisionismus einen schweren Stand. 1901 ging er nach Berlin und wurde dort Mitarbeiter des Vorwärts. 1907 übernahm Rehbein eine Tätigkeit bei der Generalkommission der Gewerkschaften Deutschlands. Er starb unerwartet im Jahre 1909 und hinterließ seine Frau und sechs Kinder.
Seine Autobiographie Das Leben eines Landarbeiters hatte er wenige Wochen vor seinem Tod fertiggestellt. Die Frage, ob Rehbein seine Autobiographie auf Anregung des Theologen, Sozialreformers und Politikers Paul Göhre schrieb oder ob er diesem nur das fertiggestellte Manuskript übersandte, ist nicht geklärt. Aus dem Nachlass brachten seine Witwe Dora Rehbein und der Sozialreformer Paul Göhre die Autobiographie im Jahr 1911 im Verlag Eugen Diederichs heraus.

## Stil
Franz Rehbein schreibt den unverblümten und zupackenden Stil des Autodidakten, Dialoge und wörtliche Äußerungen oft im schleswig-holsteinischen Platt. Paul Göhre sagte über ihn: „Nichts Unbeholfenes... ist an ihm, er ist vollkommen Herr seiner Gedanken, Bilder, Worte, Sätze. Selbst Fremdwörter handhabt er völlig souverän.“ Patriotisch und religiös erzogen erlebte er die Begegnung mit dem illegal eingeführten Zürcher Blatt „Der Sozialdemokrat“, vermittelt durch einen Schuster in Süderdeich, als Offenbarung. Nach seinem schweren Unfall vertiefte er sich in die sozialistischen Klassiker, insbesondere Lassalle und Bebel. Aus Zitaten wird ersichtlich, dass er – und sicherlich mit stilistischem Gewinn – Fritz Reuter gelesen und geschätzt hat. Seine drastische Beschreibung der Wohn- und Arbeitsverhältnisse, der oft nicht nur unzureichenden, sondern sogar Ekel erregenden Verköstigung, der Anmaßung der Gutsverwalter und der Marschbauern, der Fron am Dreschkasten und der Rechtlosigkeit, in der er als Soldat arroganten und schikanösen Vorgesetzten ausgeliefert war, sind Marksteine der Arbeiterliteratur. Arbeitslosigkeit beschreibt er so:
Wenn man jedoch an regelmäßige Arbeit gewöhnt ist und die Arbeitslosigkeit gar nicht wieder abreißen will, dann wird's einem in den vier Pfählen verdammt ungemütlich. Teufel, ist das ein Gefühl, jung, kräftig und arbeitslos in der Kate zu sitzen, wo man doch so gerne arbeiten möchte! Man schämt sich förmlich, sich noch auf der Straße sehen zu lassen. Es ist, als grinste einen jeder Strauch und jeder Misthaufen schadenfroh an. Dabei schrumpfen die paar Spargroschen immer mehr zusammen; man kann sich schon an den Fingern abzählen, wann der letzte Taler angerissen werden muss; und was dann? Ach, wie hübsch voll und schwer kommt einem solch Taler vor, wenn man ihn verdient hat, und wie leicht wird er, wenn man ihn ausgeben muss!

## Werke (Auswahl)
- Kinderjahre in Hinterpommern (1867–1880). In: Proletarische Lebensläufe, Seite 178 (Auszug aus Das Leben eines Landarbeiters)
- Das Leben eines Landarbeiters. Herausgegeben und eingeleitet von Paul Göhre. Diederichs, Jena 1911
  - Nachdruck: Das Leben eines Landarbeiters. Hrsg. und mit einem Nachwort von Urs J. Diederichs und Holger Rüdel. Christians, Hamburg 1985, ISBN 3-7672-0892-X
  - Nachdruck unter neuem Titel: Gesinde und Gesindel. Aus dem Leben eines Landarbeiters im wilhelminischen Deutschland. Tribüne, Berlin 1955
  - Landarbeiterleben. Illustriert und neu hrsgg. von Guntram Turkowski. Boyens, Heide 2007, ISBN 978-3-8042-1220-6.
  - Neuausgabe Hofenberg, Berlin 2018, ISBN 978-3-7437-2358-0